# Народно-демократический фронт (Индонезия)
Народно-демократический фронт (индон. Front Demokrasi Rakjat, FDR) — объединённый фронт левых партий Индонезии, основанный в феврале 1948 года и просуществовавший недолгое время. В него входили Коммунистическая партия Индонезии, Социалистическая партия, Партия труда Индонезии, Всеиндонезийская центральная организация труда и Союз фермеров. Руководителем фронта был Амир Шарифуддин.